# Соколовский, Михаил Иванович
Михаи́л Ива́нович Соколо́вский (род. 29 марта 1935) — советский и российский учёный, конструктор твердотопливных ракетных двигателей, генеральный директор и конструктор НПО «Искра» (с 1994 года), член-корреспондент РАН (2000), почётный гражданин Перми и Пермской области.

## Биография
Родился 29 марта 1935 года в Ленинграде.
В 1941 году, после начала Великой Отечественной войны, с матерью и младшей сестрой уехал в эвакуацию в Костромскую область, деревню Андропово, и вернулись в Ленинград в 1944 году.
В 1952 году — окончил школу с золотой медалью.
В 1958 году — с отличием окончил конструкторский факультет Ленинградского военно-механического института, по специальности «ракетные двигатели» («твердотопливное машиностроение»).
В 1970 году — защитил кандидатскую, а в 1991 году — докторскую диссертацию, в 1992 году — присвоено учёное звание профессора.
Вся трудовая и научная деятельность связана с научно-производственным объединением «Искра» (Пермь), куда пришёл после окончания ВУЗа, где прошёл путь от молодого специалиста до руководителя Федерального научно-производственного центра — генерального конструктора и генерального директора (с 1994 года по настоящее время).

## Научная деятельность
Внёс большой вклад в создание твердотопливных ракетных двигателей (РДТТ) для ракетных комплексов РС-12, РТ-2П, РСМ-52, РС-22 и ряд РДТТ специального назначения для ракет и ракетных комплексов.
На посту директора НПО «Искра» продолжил дело Л. Н. Лаврова в области руководства научно-техническими работами по созданию энергетических установок большой мощности для ракетно-космической техники.
Под его руководством в период с 1992 по 1998 года был проведён комплекс НИОКР по утилизации РДТТ, в Перми создан экологически чистый стенд утилизации твердотопливных ракетных двигателей.
М. И. Соколовский входил в число инспекторов по осуществлению контроля за соблюдением США Договора о сокращении и ограничении стратегических наступательных вооружений.
В 90-е годы XX века, в условиях резкого сокращения оборонного заказа, под его руководством в НПО «Искра» был сохранён научно-технический персонал объединения, его производственная и испытательная база, адаптирована методология и технология энергетических установок под выпуск эффективной наукоемкой гражданской продукции: в 1994 году начата реализации Комплексной программы создания, производства, поставки и обслуживания газоперекачивающих агрегатов (ГПА) и газотурбинных электростанций (ГТЭС) «Урал-Газпром», на основе научно-технического задела оборонных предприятий Пермского края и сотрудничества с предприятиями ОАО «Газпром» была сформирована концепция создания нового поколения газоперекачивающих агрегатов, что позволило за три года создать первый российский агрегат блочно-контейнерного исполнения ГПА-12 «Урал», по техническим характеристикам не уступающий зарубежным аналогам.
Развил новые научные направления в области создания и эксплуатации РДТТ:
- создание научных основ проектирования и отработки РДТТ с широким использованием полимерных и углерод-углеродных композиционных материалов, что позволило существенно увеличить уровень энергомассового совершенствования двигателей, снизить затраты на их производство;
- установление закономерностей профилирования газового тракта сопловых аппаратов энергетических установок с учетом двухфазного течения продуктов сгорания твердого ракетного топлива в сопле;
- разработка методологии, методов и программ расчета параметров пограничного слоя, трения и теплообмена в поворотных управляющих соплах РДТТ;
- создание теоретических основ и экспериментальных методов испытаний РДТТ в предельных условиях для подтверждения их работоспособности и надежности.

Автор более 460 публикаций, из них 9 монографий и 165 авторских свидетельств и патентов на изобретения.
С 1961 года ведет преподавательскую деятельность в Пермском государственном техническом университете, руководит кафедрой ракетно-космической техники и энергетических установок.
Под его руководством защищены 2 докторские и 2 кандидатские диссертации.
Член комиссии по экономическому развитию, инновациям и созданию комфортной среды проживания Общественной палаты Пермского края.
Участие в научных организациях
- член-корреспондент РАН (2000);
- член президиума Пермского научного центра Уральского отделения РАН;
- академик и руководитель Уральского центра Российской академии ракетно-артиллерийских наук (1999);
- академик Российской академии космонавтики имени К. Э. Циолковского (1996);
- член научно-технических советов «Росавиакосмос», ОАО «Газпром»;
- член редакционных советов изданий «Газотурбинные технологии», «Нефтегазовые технологии», «Ракетно-космическая техника».

## Награды
- Орден «За заслуги перед Отечеством» III степени (1999)[5]
- Два ордена Трудового Красного Знамени (1971, 1976)
- Медаль «В ознаменование 100-летия со дня рождения Владимира Ильича Ленина» (1970)[4]
- Ленинская премия (в составе группы, 1984) — за разработку и внедрение в серийное производство изделий ракетной техники
- Премия Правительства Российской Федерации в области науки и техники (в соавторстве, 2003) — за работу «Создание и внедрение газоперекачивающих агрегатов серии „Урал“ для компрессорных станций магистральных газопроводов»[2]
- Орден Почёта (2006) — за большой вклад в разработку и создание специальной техники и многолетний добросовестный труд[4]
- Заслуженный деятель науки и техники Российской Федерации (29 декабря 1994) — за заслуги в научной деятельности
- Почётная грамота Президента Российской Федерации (2010) — за достигнутые трудовые успехи и многолетнюю добросовестную работу
- Почётный гражданин города Пермь (2002) — за большой личный вклад в научно-теоретические и практические разработки в области космической техники и развитие социально-бытовой сферы города Перми[6]
- Почётный гражданин Пермской области (1999)

- Национальная премия имени Петра Великого (2002) - номинация «За создание новых видов конкурентоспособной продукции»
- Заслуженный создатель космической техники (2000)
- Орден «За честь и достоинство» (2004)
- Орден Петра Великого (2000)
- Рыцарский Мальтийский крест «За выдающиеся заслуги в деле прогресса» (2000)
- бельгийский орден Офицера (2003) и Командора (2004) «За выдающиеся заслуги в области изобретательства»
- Золотая медаль имени В. Ф. Уткина (2005)
- Золотая медаль SPI и медаль Наполеона (2001, 2003, Франция)
- Золотой орден «Меценат» (2004) — За выдающийся вклад в дело возрождения и процветания мира, за величие души, за бескорыстную щедрость

## Семья[1]
- Отец — Соколовский Иван Михайлович (1909—1975), двоюродный брат поэта Александра Трифоновича Твардовского, в войну был политработником на Ленинградском фронте, закончил войну в звании майора.
- Мать — Соколовская Мария Борисовна (1912—1971).
- Жена — Соколовская (Иванова) Ираида Ивановна.
- Дочь — Соколовская Александра Михайловна.

## Разное
Неоднократно становился чемпионом Пермской области в беге на 100 метров, рекордсменом Перми по прыжкам в длину и тройному прыжку